# Pirottaea nidulans
Pirottaea nidulans är en svampart som först beskrevs av Hans Sydow, och fick sitt nu gällande namn av P.R. Johnst. 2002. Pirottaea nidulans ingår i släktet Pirottaea, ordningen disksvampar, klassen Leotiomycetes, divisionen sporsäcksvampar och riket svampar.   Inga underarter finns listade i Catalogue of Life.